# Asperula kemulariae
Asperula kemulariae là một loài thực vật có hoa trong họ Thiến thảo. Loài này được Manden. mô tả khoa học đầu tiên năm 1953.